# Ministero dell'economia e delle finanze (Grecia)
Il Ministero dell'Economia Nazionale e delle Finanze ((EL)  Υπουργείο Εθνικής Οικονομίας και Οικονομικών) è il dicastero del governo greco responsabile della gestione delle finanze pubbliche. L'attuale ministro è Kyriakos Pierrakakis, parlamentare della circoscrizione Atene A per il partito Nuova Democrazia. Istituito nell'agosto 2023, il ministero è nato dalla ridenominazione e riorganizzazione del precedente Ministero delle Finanze sotto il governo Mitsotakis. La nuova struttura integra funzioni e competenze precedentemente affidate al Ministero dello Sviluppo.

## Lista
I ministri delle finanze della Repubblica Ellenica dal 1974 (fine della dittatura dei colonnelli) ad oggi sono i seguenti.

### Ministero delle Finanze (1967 - 2002)
| Ministro | Ministro                 | Partito                          | Governo                 | Inizio            | Fine              |
| -------- | ------------------------ | -------------------------------- | ----------------------- | ----------------- | ----------------- |
|          | Evangelos Devletoglou    | Nuova Democrazia                 | Kōnstantinos Karamanlīs | 21 novembre 1974  | 28 novembre 1977  |
|          | Ioannis Boutos           | Nuova Democrazia                 | Kōnstantinos Karamanlīs | 28 novembre 1977  | 10 maggio 1978    |
|          | Athanasios Kanellopoulos | Nuova Democrazia                 | Kōnstantinos Karamanlīs | 10 maggio 1978    | 10 maggio 1980    |
|          | Miltiadīs Evert          | Nuova Democrazia                 | Geōrgios Rallīs         | 10 maggio 1980    | 21 ottobre 1981   |
|          | Manolis Drettakis        | Movimento Socialista Panellenico | Andreas Papandreou      | 21 ottobre 1981   | 28 giugno 1982    |
|          | Dimitrios Koulourianos   | Movimento Socialista Panellenico | Andreas Papandreou      | 28 giugno 1982    | 9 settembre 1983  |
|          | Ioannis Pottakis         | Movimento Socialista Panellenico | Andreas Papandreou      | 9 settembre 1983  | 27 marzo 1984     |
|          | Gerassimos Arsenis       | Movimento Socialista Panellenico | Andreas Papandreou      | 27 marzo 1984     | 26 luglio 1985    |
|          | Dimitris Tsovolas        | Movimento Socialista Panellenico | Andreas Papandreou      | 26 luglio 1985    | 2 luglio 1989     |
|          | Antōnīs Samaras          | Nuova Democrazia                 | Tzannīs Tzannetakīs     | 2 luglio 1989     | 12 ottobre 1989   |
|          | Georgios Agapitos        | Indipendente                     | Yannis Grivas           | 12 ottobre 1989   | 23 novembre 1989  |
|          | Georgios Souflias        | Nuova Democrazia                 | Xenophon Zolotas        | 23 novembre 1989  | 13 febbraio 1990  |
|          | Georgios Agapitos        | Indipendente                     | Xenophon Zolotas        | 13 febbraio 1990  | 11 aprile 1990    |
|          | Ioannis Paleokrassas     | Nuova Democrazia                 | Costantino Mitsotakis   | 11 aprile 1990    | 7 agosto 1992     |
|          | Stefanos Manos           | Nuova Democrazia                 | Costantino Mitsotakis   | 7 agosto 1992     | 13 ottobre 1993   |
|          | Georgios Gennimatas      | Movimento Socialista Panellenico | Andreas Papandreou      | 13 ottobre 1993   | 25 febbraio 1994  |
|          | Alekos Papadopoulos      | Movimento Socialista Panellenico | Andreas Papandreou      | 25 febbraio 1994  | 25 settembre 1996 |
|          | Yiannos Papantoniou      | Movimento Socialista Panellenico | Kostas Simitis          | 25 settembre 1996 | 24 ottobre 2001   |
|          | Nikos Christodoulakis    | Movimento Socialista Panellenico | Kostas Simitis          | 24 ottobre 2001   | 10 marzo 2004     |

### Ministero dell'Economia e delle Finanze (2002 - 2009)
| Ministro | Ministro              | Ministro         | Partito           | Governo        | Inizio         | Fine |
| -------- | --------------------- | ---------------- | ----------------- | -------------- | -------------- | ---- |
|          | Georgios Alogoskoufis | Nuova Democrazia | Kōstas Karamanlīs | 10 marzo 2004  | 8 gennaio 2009 |      |
|          | Yannis Papathanasiou  | Nuova Democrazia | Kōstas Karamanlīs | 8 gennaio 2009 | 4 ottobre 2009 |      |

### Ministero delle Finanze (2009 - 2023)
| Ministro | Ministro                 | Partito                            | Governo                                           | Inizio            | Fine              |
| -------- | ------------------------ | ---------------------------------- | ------------------------------------------------- | ----------------- | ----------------- |
|          | Giorgos Papakonstantinou | Movimento Socialista Panellenico   | George Papandreou                                 | 7 ottobre 2009    | 17 giugno 2011    |
|          | Evangelos Venizelos      | Movimento Socialista Panellenico   | Governo di Lucas Papademos                        | 17 giugno 2011    | 21 marzo 2012     |
|          | Philippos Sachinidis     | Movimento Socialista Panellenico   | Lucas Papademos                                   | 21 marzo 2012     | 17 maggio 2012    |
|          | Georgios Zanias          | Indipendente                       | Panagiōtīs Pikrammenos (Governo provvisorio)      | 17 maggio 2012    | 5 luglio 2012     |
|          | Yiannis Stournaras       | Indipendente                       | Antōnīs Samaras                                   | 5 luglio 2012     | 10 giugno 2014    |
|          | Gikas Hardouvelis        | Indipendente                       | Antōnīs Samaras                                   | 10 giugno 2014    | 27 gennaio 2015   |
|          | Yanis Varoufakis         | Coalizione della Sinistra Radicale | Governo Tsipras I                                 | 27 gennaio 2015   | 6 luglio 2015     |
|          | Euclid Tsakalotos        | Coalizione della Sinistra Radicale | Governo Tsipras I                                 | 6 luglio 2015     | 28 Agosto 2015    |
|          | Giorgos Houliarakis      | Indipendente                       | Governo Thanou-Christofilou (Governo provvisorio) | 28 Agosto 2015    | 23 Settembre 2015 |
|          | Euclid Tsakalotos        | Coalizione della Sinistra Radicale | Governo Tsipras II                                | 23 Settembre 2015 | 09 luglio 2019    |
|          | Chrīstos Staïkouras      | Nuova Democrazia                   | Governo Mītsotakīs I                              | 9 luglio 2019     | 25 Maggio 2023    |
|          | Theodoros Pelagidis      | Indipendente                       | Governo Sarmas (Governo provvisorio)              | 25 Maggio 2023    | 28 Giugno 2023    |

### Ministero dell'economia e delle finanze (2023 - )
| Ministro | Ministro            | Partito          | Governo               | Inizio         | Fine          |
| -------- | ------------------- | ---------------- | --------------------- | -------------- | ------------- |
|          | Kostīs Hatzidakīs   | Nuova Democrazia | Governo Mītsotakīs II | 28 Giugno 2023 | 15 Marzo 2025 |
|          | Kyriakos Pierakakis | Nuova Democrazia | Governo Mītsotakīs II | 15 Maggio 2025 | in carica     |